# Kościół św. Floriana Męczennika w Mogielnicy
Kościół św. Floriana Męczennika w Mogielnicy – rzymskokatolicki kościół parafialny znajdujący się w mieście Mogielnica, w województwie mazowieckim. Należy do dekanatu mogielnickiego archidiecezji warszawskiej.

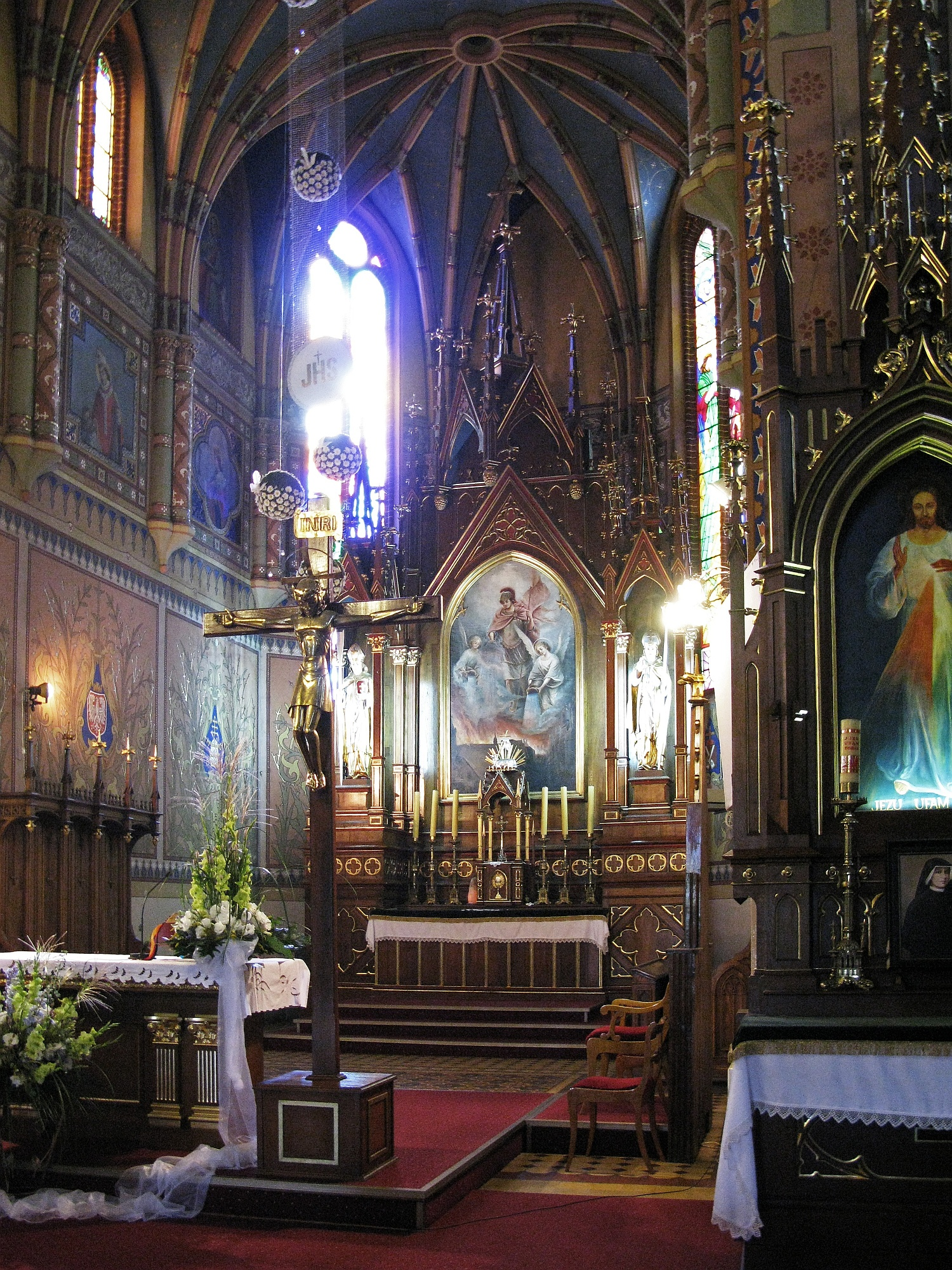
Ołtarz główny

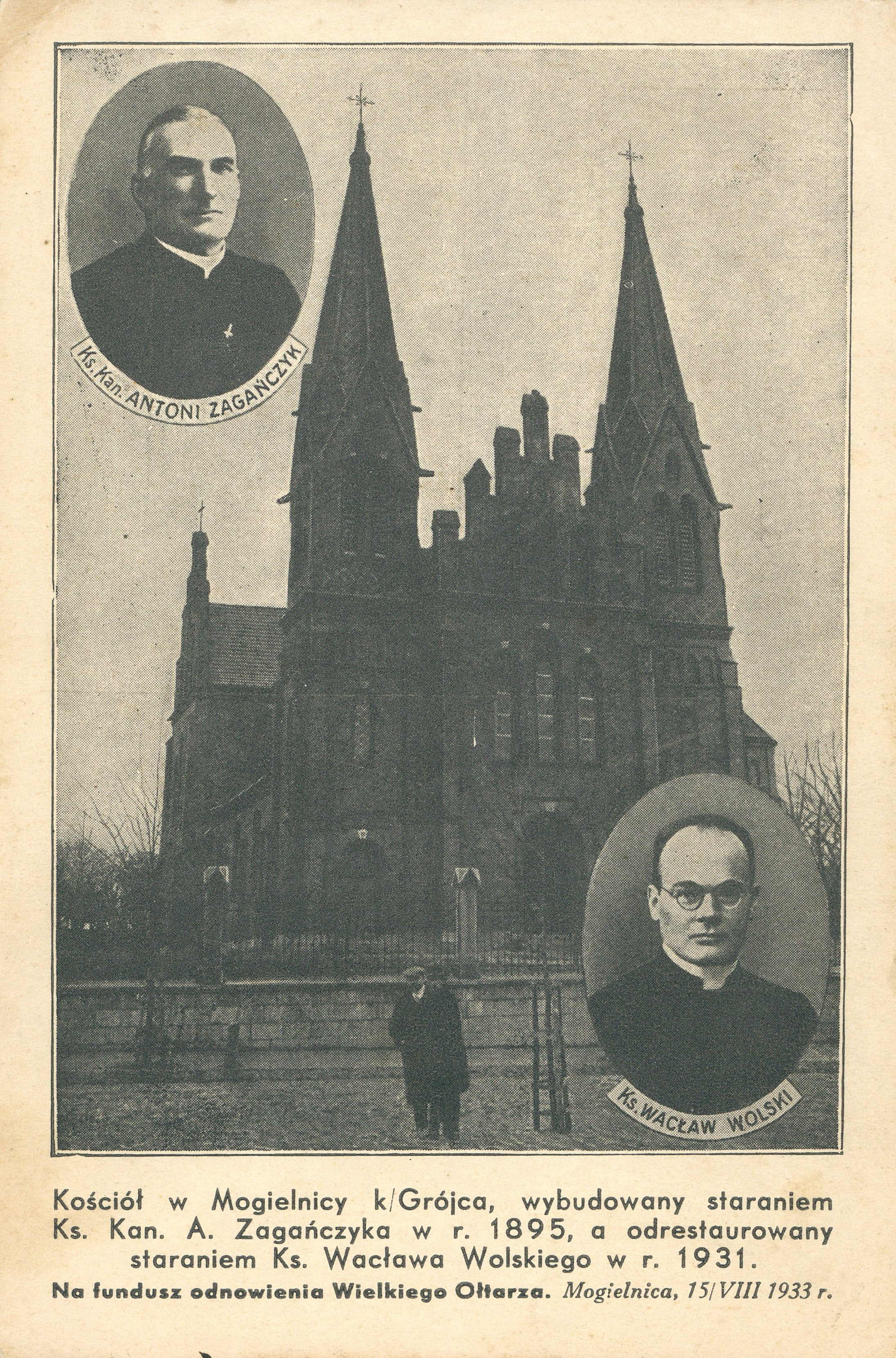
Widok kościoła z 1933 z portretami ks. Zagańczyka i ks. Wolskiego

Świątynia została wzniesiona z cegły w stylu neogotyckim według projektu architekta Władysława Marconiego. Posiada dwie wieże z iglicami, które dodają kościołowi smukłości. We wnętrzu można zobaczyć interesujące sklepienie i polichromię z wizerunkiem św. Wacława, wykonaną przez Leona Zdziarskiego w latach 1930–1931. Budowla posiada 6 ołtarzy. W ołtarzu głównym znajduje się obraz patrona parafii, św. Floriana. W ołtarzu bocznym znajduje się obraz Matki Bożej z Dzieciątkiem zwanej Matką Boską Mogielnicką, barokowy z XVII wieku. Kolejny ołtarz boczny posiada obraz św. Józefa, pochodzący z 1 połowy XIX wieku, ufundowany przez Tomasza Jana Jackowskiego, właściciela majątku Wodziczna. Ołtarz św. Teresy został ufundowany w 1926 roku przez ówczesnego proboszcza, księdza Wacława Wolskiego. W kościele znajdują się także ołtarze boczne św. Antoniego i Jezusa Miłosiernego. Okna w świątyni są ozdobione kolorowymi witrażami, m.in. z wizerunkami świętych Apostołów Piotra i Pawła. W zakrystii wiszą portrety proboszczów mogielnickich.